# Đức Lập Hạ
Đức Lập Hạ là một xã thuộc huyện Đức Hòa, tỉnh Long An, Việt Nam.

## Địa lý
Xã Đức Lập Hạ có vị trí địa lý:
- Phía đông giáp xã Mỹ Hạnh Bắc
- Phía tây giáp xã Đức Lập Thượng và thị trấn Hậu Nghĩa
- Phía nam các xã Hòa Khánh Đông và Đức Hòa Thượng
- Phía bắc giáp xã Đức Lập Thượng và Thành phố Hồ Chí Minh.

Xã có diện tích 26,15 km², dân số năm 1999 là 9.635 người, mật độ dân số đạt 368 người/km².

## Hành chính
Xã được chia thành 5 ấp: Chánh, Tân Hoà, Bào Sen, Đức Hạnh I, Đức Hạnh II.

## Lịch sử
Xã Đức Lập Hạ được thành lập vào ngày 24 tháng 3 năm 1979 từ một phần diện tích và dân số của xã Đức Lập cũ.